# Unbreakable (Alicia Keys-dal)
Az Unbreakable Alicia Keys amerikai énekesnő első kislemeze Unplugged című koncertalbumáról. A dal felhasznál egy részletet Eddie Kendricks 1978-ban megjelent Intimate Friends című számából, melynek szerzője Garry Glenn. Az Unbreakable a 34. helyet érte el az amerikai Billboard Hot 100 slágerlistán, ezzel a 2002-ben kiadott How Come You Don’t Call Me óta Keys első olyan kislemeze, ami nem került be a top 20-ba, a Billboard Pop 100-on pedig a top 40-be. A Hot R&B/Hip-Hop Songs slágerlistán azonban sikert aratott, a 4. helyig jutott.
A dalszövegben híres párokat említ Alicia, szerepel köztük Ike és Tina Turner, Bill és Camille Cosby, Oprah Winfrey és Stedman Graham, Florida és James Evans, Will Smith és Jada Pinkett Smith, Kimora Lee és Russel Simmons, valamint Joe és Katherine Jackson, illetve a The Jackson 5.

## Számlista
CD kislemez (USA; promó)
1. Unbreakable (Radio Edit) – 4:14
2. Unbreakable (Call Out Hook) – 0:10

CD kislemez (USA; promó)
1. Unbreakable (Radio Edit) – 4:14
2. Unbreakable (mp3)
3. Unbreakable (Call Out Hook) – 0:10

DVD kislemez (USA; promó)
1. Unbreakable (BET videóklip)

12" kislemez (USA; promó)
1. Unbreakable (Main Version) – 4:14
2. Unbreakable (Main Version) – 4:14

## Helyezések
| Slágerlista (2005)                  | Legmagasabb helyezés |
| ----------------------------------- | -------------------- |
| USA Billboard Hot 100               | 34                   |
| USA Billboard Hot R&B/Hip-Hop Songs | 4                    |
| USA Billboard Pop 100               | 60                   |
| USA Billboard Hot Digital Songs     | 51                   |